# 陈元晖
陈元晖（1913年9月18日—1995年10月3日），男，福建福清人，中国现代教育学家、心理学家。

## 生平
陈元晖进入大学后，参加中国共产党领导的南京市学生救国会，从事地下革命活动。
1947年，哈尔滨大学成立，车向忱校长调陈元晖任副教务长并兼任教育系主任和实验小学校长。他亲自给教育系学生讲授教育学课。
1949年，陈元晖调入东北师范大学前身东北大学，任教育问题研究室副主任，兼图书馆馆长。1951年，东北师大成立教育系，陈元晖任系主任。他提出“先办好中学，才能办好大学的教育系。”得到校长同意，让他担任东北师大附中校长，建设附中。在建设过程中，他提出”附中教师应当是教育家，不要做教书匠“的理念，这一理念现在仍刻在东北师大附中自由校区。东北师大为东北师大附中提供了优质的教师资源，直到今日，大部分师大附中教师都是毕业于东北师大。1982年，陈元晖建立中国社会心理学会，并担任任第一任会长。强调心理学的未来学并且希望建立心理人类学分支学科。
1995年，陈元晖在北京病逝，享年82岁。

## 著作
主要论著有：《皮亚杰论儿童的逻辑思维》、《心理学的方法学》、《马赫主义批判》、《近代资产阶级的社会心理学》、《论冯特》、《中国现代教育史》、《王国维与叔本华哲学》、《中国古代的书院制度》、《社会心理学丛书》《实用主义教育学批判）等。

## 纪念
东北师大附中自由校区校园内有他的雕像。